# Skąpe (województwo kujawsko-pomorskie)
Skąpe – wieś w Polsce położona w województwie kujawsko-pomorskim, w powiecie toruńskim, w gminie Chełmża.
W latach 70. XX wieku, Skąpe z Dubielnem (gmina Papowo Biskupie) powiększyła się ze względu na zanik miejscowości Chrapice.
Chrapice są częścią wsi Skąpe.
W latach 1975–1998 miejscowość położona była w województwie toruńskim. Według Narodowego Spisu Powszechnego (III 2011 r.) liczyła 605 mieszkańców. Jest czwartą co do wielkości miejscowością gminy Chełmża.